# Родники (Казахстан)
Родники́ (каз. Родники) — село у складі Аршалинського району Акмолинської області Казахстану. Входить до складу Тургенського сільського округу.
Населення — 51 особа (2021; 69 у 2009, 215 у 1999, 323 у 1989).
Національний склад станом на 1989 рік:
- росіяни — 52 %.